# 稲島 (新潟市)
稲島（とうじま）は、新潟県新潟市西蒲区の大字。郵便番号は953-0027。

## 概要
1889年（明治22年）から現在の大字。矢川左岸、角田山東麓丘陵に位置する。もとは江戸時代から1889年（明治22年）まであった稲島村の区域の一部。

### 隣接する町字
北から東回り順に、以下の町字と隣接する。
- 松山
- 松野尾
- 布目
- 仁箇
- 伏部
- 越前浜
- 角田浜
- 越前浜

## 歴史
開発年代は不明。1618年（元和4年）から長岡藩領となる。

### 年表
- 1889年（明治22年）4月1日 : 合併により稲島村の大字となる。
- 1901年（明治34年）11月1日 : 合併により峰岡村の大字となる。
- 1955年（昭和30年）1月1日 : 合併により巻町の大字となる。
- 2005年（平成17年）10月10日 : 合併により新潟市の大字となる。
- 2007年（平成19年）4月1日 : 新潟市の政令指定都市移行により、西蒲区の大字となる。

## 世帯数と人口
2018年（平成30年）1月31日現在の世帯数と人口は以下の通りである。
| 大字 | 世帯数  | 人口  |
| ---- | ------- | ----- |
| 稲島 | 100世帯 | 319人 |

## 小・中学校の学区
市立小・中学校に通う場合、学区は以下の通りとなる。
| 番地 | 小学校             | 中学校             |
| ---- | ------------------ | ------------------ |
| 全域 | 新潟市立巻北小学校 | 新潟市立巻西中学校 |

## 交通

### 道路
- 新潟県道562号角田山麓公園線